# 41. Primetime Emmy-gála
A 41. Primetime Emmy-gála során az 1988 és 1989 között főműsoridőben bemutatott, amerikai televíziós programokat értékelték. A jelölteket az Academy of Television Arts & Sciences választotta ki. A Los Angeles-i Pasadena Civic Auditoriumben tartott ceremóniát a Fox tűzte műsorra 1989. szeptember 17-én. A műsor házigazdája John Larroquette volt.

## Győztesek és jelöltek
A nyertesek félkövérrel jelölve.

### Műsorok
| Legjobb vígjátéksorozat | Legjobb drámasorozat |
| --- | --- |
| - Cheers (NBC) - Designing Women (CBS) - Öreglányok (NBC) - Murphy Brown (CBS) - The Wonder Years (ABC)                                                                       | - L.A. Law (NBC) - A szépség és a szörnyeteg (CBS) - China Beach (ABC) - Thirtysomething (ABC) - Wiseguy (CBS)                                    |
| Legjobb tévéfilm | Legjobb minisorozat |
| - A nap (CBS) - Roe vs. Wade (NBC) - Égető borzalom (ABC) - Murderers Among Us: The Simon Wiesenthal Story (HBO) - My Name Is Bill W. (ABC)                                   | - A sas felszáll (ABC) - Eltűnt egy kisfiú (NBC) - Texasi krónikák: Lonesome Dove (CBS) - A Perfect Spy (PBS) - The Women of Brewster Place (ABC) |
| Legjobb varietésorozat vagy különkiadás | |
| - The Tracey Ullman Show (Fox) - The Arsenio Hall Show (szindikált sugárzás) - Late Night with David Letterman (NBC) - Saturday Night Live (NBC) - Tap Dance in America (PBS) | |

### Színészek

#### Főszereplők
| Legjobb férfi főszereplő (vígjátéksorozat) | Legjobb női főszereplő (vígjátéksorozat) |
| --- | --- |
| - Richard Mulligan (Dr. Harry Weston) - Empty Nest (NBC) (Epizód: "Pilot") - Ted Danson (Sam Malone) - Cheers (NBC) (Epizód: "Swear to God") - Michael J. Fox (Alex P. Keaton) - Családi kötelékek (NBC) (Epizód: "Alex Doesn't Live Here Anymore") - John Goodman (Dan Conner) - Roseanne (ABC) (Epizód: "Ünnepi ütlegek") - Fred Savage (Kevin Arnold) - The Wonder Years (ABC) (Epizód: "Birthday Boy")                  | - Candice Bergen (Murphy Brown) - Murphy Brown (CBS) (Epizód: "Respect") - Bea Arthur (Dorothy Zbornak) - Öreglányok (NBC) (Epizód: "Love Me Tender") - Blair Brown (Molly Dodd) - The Days and Nights of Molly Dodd (Lifetime) - Rue McClanahan (Blanche Devereaux) - Öreglányok (NBC) (Epizód: "Yes, We Have No Havanas") - Betty White (Rose Nylund) - Öreglányok (NBC) (Epizód: "High Anxiety") |
| Legjobb férfi főszereplő (drámasorozat) | Legjobb női főszereplő (drámasorozat) |
| - Carroll O'Connor (Bill Gillespie) - Az éjszaka árnyai (NBC) (Epizód: "A Trip Upstate") - Ron Perlman (Vincent) - A szépség és a szörnyeteg (CBS) - Michael Tucker (Stuart Markowitz) - L.A. Law (NBC) - Ken Wahl (Vincent Terranova) - Wiseguy (CBS) - Edward Woodward (Robert McCall) - The Equalizer (CBS) | - Dana Delany (Colleen McMurphy) - China Beach (ABC) (Epizód: "The World") - Susan Dey (Grace Van Owen) - L.A. Law (NBC) - Jill Eikenberry (Ann Kelsey) - L.A. Law (NBC) - Linda Hamilton (Catherine Chandler) - A szépség és a szörnyeteg (CBS) - Angela Lansbury (Jessica Fletcher) - Gyilkos sorok (CBS)                                                                                         |
| Legjobb férfi főszereplő (minisorozat vagy különkiadás) | Legjobb női főszereplő (minisorozat vagy különkiadás) |
| - James Woods (Bill Wilson) - My Name Is Bill W. (ABC) - Robert Duvall (Augustus "Gus" McCrae) - Texasi krónikák: Lonesome Dove (CBS) (Epizód: "Part II") - John Gielgud (Aaron Jastrow) - A sas felszáll (ABC) (Epizód: "8. rész") - Tommy Lee Jones (Woodrow F. Call) - Texasi krónikák: Lonesome Dove (CBS) (Epizód: "Part IV") - Ben Kingsley (Simon Wiesenthal) - Murderers Among Us: The Simon Wiesenthal Story (HBO) | - Holly Hunter (Ellen Russell) - Roe vs. Wade (NBC) - Anjelica Huston (Clara Allen) - Texasi krónikák: Lonesome Dove (CBS) (Epizód: "Part III") - Diane Lane (Lorena Wood) - Texasi krónikák: Lonesome Dove (CBS) (Epizód: "Part IV") - Amy Madigan (Sarah Weddington) - Roe vs. Wade (NBC) - Jane Seymour (Natalie Henry) - A sas felszáll (ABC) (Epizód: "Part XI")                               |

#### Mellékszereplők
| Legjobb férfi mellékszereplő (vígjátéksorozat) | Legjobb női mellékszereplő (vígjátéksorozat) |
| --- | --- |
| - Woody Harrelson (Woody Boyd) - Cheers (NBC) (Epizód: "Golden Boyd", "The Gift of the Woodi", "Call Me Irresponsible") - Joe Regalbuto (Frank Fontana) - Murphy Brown (CBS) (Epizód: "Baby Love", "It's How You Play the Game", "The Summer of '77") - Peter Scolari (Michael Harris) - Newhart (CBS) - Meshach Taylor (Anthony Bouvier) - Designing Women (CBS) (Epizód: "Hard Hats and Lovers", "Tyrone", "One Sees, the Other Doesn't") - George Wendt (Norm Peterson) - Cheers (NBC) (Epizód: "Norm, Is That You?", "Jumping Jerks", "Don't Paint Your Chickens") | - Rhea Perlman (Carla Tortelli) - Cheers (NBC) (Epizód: "Swear to God", "Those Lips, Those Ice", "I Kid You Not") - Julia Duffy (Stephanie Vanderkellen) - Newhart (CBS) - Faith Ford (Corky Sherwood) - Murphy Brown (CBS) (Epizód: "Devil with a Blue Dress On", "It's How You Play the Game", "The Morning Show") - Estelle Getty (Sophia Petrillo) - Öreglányok (NBC) (Epizód: "The Days and Nights of Sophia Petrillo", "Sophia's Wedding", "Two Rode Together") - Katherine Helmond (Mona Robinson) - Ki a főnök? (ABC) (Epizód: "Double Dump", "Your Grandmother's a Bimbo", "Party Double")                                                 |
| Legjobb férfi mellékszereplő (drámasorozat) | Legjobb női mellékszereplő (drámasorozat) |
| - Larry Drake (Benny Stulwicz) - L.A. Law (NBC) (Epizód: "Hey, Lick Me Over", "I'm in the Nude for Love", "America the Beautiful") - Jonathan Banks (Frank McPike) - Wiseguy (CBS) - Timothy Busfield (Elliot Weston) - Thirtysomething (ABC) - Richard Dysart (Leland McKenzie Jr.) - L.A. Law (NBC) - Jimmy Smits (Victor Sifuentes) - L.A. Law (NBC) | - Melanie Mayron (Melissa Steadman) - Thirtysomething (ABC) (Epizód: "Trust Me", "Success", "Be a Good Girl") - Michele Greene (Abby Perkins) - L.A. Law (NBC) (Epizód: "Sperminator", "Victor/Victorious", "America the Beautiful") - Lois Nettleton (Joanne St. John) - In the Heat of the Night (NBC) (Epizód: "Stranger in Town", "Tear Down the Walls", "A.K.A. Kelly Kay") - Amanda Plummer (Alice Hackett) - L.A. Law (NBC) (Epizód: "America the Beautiful", "Urine Trouble Now", "Consumed Innocent") - Susan Ruttan (Roxanne Melman) - L.A. Law (NBC) (Epizód: "Romancing the Drone", "Izzy Ackerman or Is He Not?", "Urine Trouble Now") |
| Legjobb férfi mellékszereplő (minisorozat vagy különkiadás) | Legjobb női mellékszereplő (minisorozat vagy különkiadás) |
| - Derek Jacobi (Az imposztor) - A tizedik (ABC) - Armand Assante (Richard Mansfield) - Hasfelmetsző Jack (CBS) - James Garner (Dr. Bob Holbrook Smith) - My Name Is Bill W. (ABC) - Danny Glover (Joshua Deets) - Texasi krónikák: Lonesome Dove (CBS) (Epizód: "2. rész") - Corin Nemec (Steven Stayner) - Eltűnt egy kisfiú (NBC) (Epizód: "1. rész") | - Colleen Dewhurst (Margaret Page) - Az élet nélküle (NBC) - Peggy Ashcroft (Miss Dubber) - A Perfect Spy (PBS) (Epizód: "Part V") - Polly Bergen (Rhoda Henry) - A sas felszáll (ABC) (Epizód: "12. rész") - Glenne Headly (Elmira Boot Johnson) - Texasi krónikák: Lonesome Dove (CBS) (Epizód: "2. rész") - Paula Kelly (Theresa) - The Women of Brewster Place (ABC) |

#### Egyedülálló alakítások
| Legjobb egyedülálló alakítás varieté vagy zenés műsorban |
| --- |
| - Linda Ronstadt – Great Performances: "Canciones de Mi Padre" (PBS) - Dana Carvey – Saturday Night Live (NBC) - Julie Kavner – The Tracey Ullman Show (Fox) - A Sid and Marty Krofft's D.C. Follies 202. részének stábja (szindikált sugárzás) - A Sid and Marty Krofft's D.C. Follies 211. részének stábja (szindikált sugárzás) |

### Rendezők
| Legjobb rendező (vígjátéksorozat) | Legjobb rendező (drámasorozat) |
| --- | --- |
| - The Wonder Years (ABC) (Epizód: "Our Miss White") – Peter Baldwin - Cheers (NBC) (Epizód: "The Visiting Lecher") – James Burrows - Öreglányok (NBC) (Epizód: "Brother Can You Spare That Jacket") – Terry Hughes - Murphy Brown (CBS) (Epizód: "Pilot") – Barnet Kellman - The Wonder Years (ABC) (Epizód: "Birthday Boy") – Steve Miner - The Wonder Years (ABC) (Epizód: "How I'm Spending My Summer Vacation") – Michael Dinner | - Tanner '88 (HBO) (Epizód: "The Boiler Room") – Robert Altman - L.A. Law (NBC) (Epizód: "I'm in the Nude for Love") – Eric Laneuville - L.A. Law (NBC) (Epizód: "To Live and Diet in L.A.") – John Pasquin - Midnight Caller (NBC) (Epizód: "Pilot") – Thomas Carter - Thirtysomething (ABC) (Epizód: "We'll Meet Again") – Scott Winant |
| Legjobb rendező (varietésorozat vagy különkiadás) | Legjobb rendező (minisorozat vagy különkiadás) |
| - The Jim Henson Hour (NBC) (Epizód: "Dog City") – Jim Henson - The Debbie Allen Special (ABC) – Debbie Allen - Late Night with David Letterman (NBC) (Epizód: "In Chicago") – Hal Gurnee - Tap Dance in America (PBS) – Don Mischer - The Tracey Ullman Show (Fox) (Epizód: "Family Therapy") – Ted Bessell | - Texasi krónikák: Lonesome Dove (CBS) (Epizód: "4. rész") – Simon Wincer - Eltűnt egy kisfiú (NBC) – Larry Elikann - My Name Is Bill W. (ABC) – Daniel Petrie - Roe vs. Wade (NBC) – Gregory Hoblit - A sas felszáll (ABC) (Epizód: "12. rész") – Dan Curtis                                                                             |

### Forgatókönyvírók
| Legjobb forgatókönyv (vígjátéksorozat) | Legjobb forgatókönyv (drámasorozat) |
| --- | --- |
| - Murphy Brown (CBS) (Epizód: "Respect") – Diane English - The Wonder Years (ABC) (Epizód: "Coda") – Todd W. Langen - The Wonder Years (ABC) (Epizód: "Loosiers") – David M. Stern - The Wonder Years (ABC) (Epizód: "Our Miss White") – Michael J. Weithorn - The Wonder Years (ABC) (Epizód: "Pottery Will Get You Nowhere") – Matthew Carlson | - Thirtysomething (ABC) (Epizód: "First Day / Last Day") – Joseph Dougherty - L.A. Law (NBC) (Epizód: "His Suit Is Hirsute") – Steven Bochco, David E. Kelley, Michele Gallery, William M. Finkelstein - L.A. Law (NBC) (Epizód: "I'm in the Nude for Love") – David E. Kelley - L.A. Law (NBC) (Epizód: "Urine Trouble Now") – David E. Kelley, William M. Finkelstein, Michele Gallery, Judith Parker - Thirtysomething (ABC) (Epizód: "The Mike Van Dyke Show") – Marshall Herskovitz, Edward Zwick |
| Legjobb forgatókönyv (varietésorozat vagy különkiadás) | Legjobb forgatókönyv (minisorozat vagy különkiadás) |
| - Saturday Night Live (NBC) - Late Night with David Letterman (NBC) (Epizód: "Seventh Anniversary Special") - Not Necessarily the News (HBO) - The Tonight Show Starring Johnny Carson (NBC) - The Tracey Ullman Show (Fox) | - Murderers Among Us: The Simon Wiesenthal Story (HBO) – Abby Mann, Robin Vote, Ron Hutchinson - Eltűnt egy kisfiú (NBC) – JP Miller, Cynthia Whitcomb - Texasi krónikák: Lonesome Dove (CBS) (Epizód: "1. rész") – Bill Wyttliff - My Name Is Bill W. (ABC) – William G. Borchert - Roe vs. Wade (NBC) – Alison Cross |

## Fordítás
- Ez a szócikk részben vagy egészben  a(z)   41st Primetime Emmy Awards című angol Wikipédia-szócikk fordításán alapul.  Az eredeti cikk szerkesztőit annak laptörténete sorolja fel. Ez a jelzés csupán a megfogalmazás eredetét és a szerzői jogokat jelzi, nem szolgál a cikkben szereplő információk forrásmegjelöléseként.